# Thorstein Nordby
Thorstein Nordby (ur. 14 stycznia 1990 r. w Bergen) – norweski wioślarz.

## Osiągnięcia
- Mistrzostwa Europy – Montemor-o-Velho 2010 – czwórka podwójna – 10. miejsce[1].